# Nature Nanotechnology
Nature Nanotechnology (nach ISO 4 abgekürzt Nat. Nanotechnol.) ist eine Fachzeitschrift, die von der Nature Publishing Group herausgegeben wird. Die Erstausgabe erschien im Oktober 2006. Derzeit werden zwölf Ausgaben im Jahr publiziert. Die multidisziplinäre Zeitschrift veröffentlicht Artikel aus allen Bereichen der Nanowissenschaft und Nanotechnologie.
Der Impact Factor des Journals lag im Jahr 2014 bei 34,048. Nach der Statistik des ISI Web of Knowledge wird das Journal mit diesem Impact Factor in der Kategorie multidisziplinäre Materialwissenschaft an zweiter Stelle von 259 Zeitschriften und in der Kategorie Nanowissenschaft und Nanotechnologie an erster Stelle von 79 Zeitschriften geführt.
Chefherausgeber ist Fabio Pulizzi, der beim Verlag angestellt ist.